# KSI (youtuber)
KSI (noto anche come KSIOlajideBT), pseudonimo di Olajide Olayinka Williams Olatunji, detto JJ (Watford, 19 giugno 1993), è uno youtuber, rapper, comico, attore, imprenditore, pugile professionista e personaggio televisivo britannico di origini nigeriane.
Divenuto celebre grazie a YouTube, si è distinto non solo come personaggio del web, ma anche come cantante e attore. Nel 2018 il suo canale YouTube principale ha superato i 24 milioni di iscritti e raggiunto sei miliardi di visualizzazioni. KSI ha pubblicato il suo album di debutto Keep Up nel 2016, raggiungendo il primo posto nella classifica degli album R&B del Regno Unito, oltre alle classifiche di altri paesi.
Nel 2022 insieme a Logan Paul ha fondato una compagnia di bevande chiamata PRIME.

## Biografia
Olajide Olayinka Williams Olatunji è nato il 19 giugno 1993. Suo padre, Jide, è di Ibadan, Nigeria e sua madre, Yinka, è di Islington, Londra. Cresciuto a Watford, Hertfordshire,  ha frequentato la Berkhamsted School di Berkhamsted, dove ha incontrato il futuro collaboratore e membro dei Sidemen, Simon Minter.
Anche il fratello minore di KSI, Deji, è uno YouTuber. I fratelli si sono classificati rispettivamente al primo e al secondo posto come "I creatori di YouTube più influenti del Regno Unito" di Tubular Labs nel 2015.
Alla fine di novembre 2018, Deji ha rivelato i dati bancari personali di KSI in un video. KSI in seguito ha condannato le azioni di Deji ed ha espresso il suo disappunto nei confronti dei suoi genitori per aver permesso la pubblicazione dei suoi documenti finanziari. Nel novembre 2019, KSI ha rivelato che la loro faida era stata risolta, affermando che "i fratelli litigano, ma ci sarà sempre una situazione in cui, poiché siamo sotto gli occhi del pubblico, tutto viene gonfiato a dismisura".
KSI è tifoso dell'Arsenal.

## Carriera

### YouTube

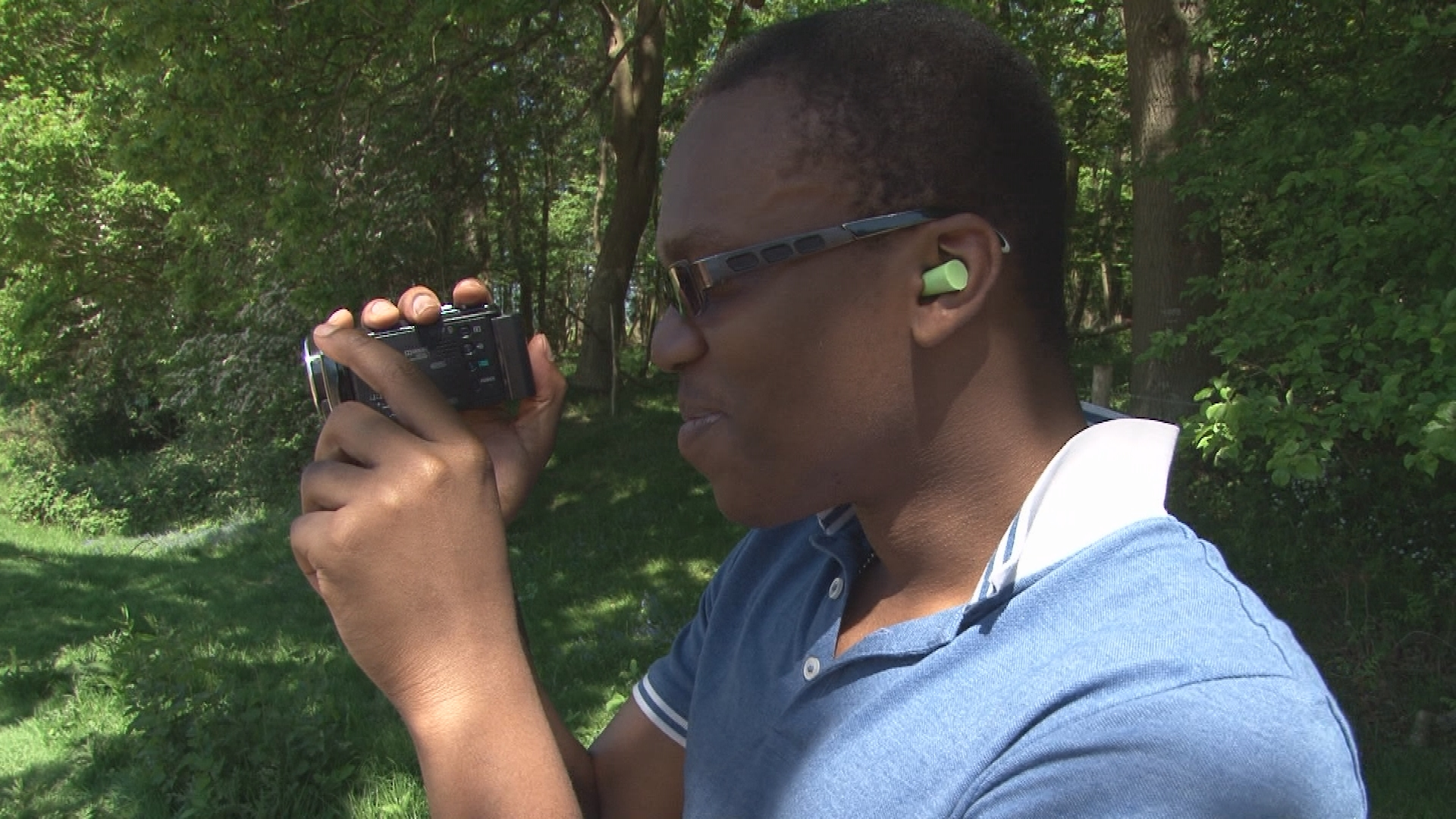
KSI mentre gira un video nel 2012.

L'esordio di KSI risale al 24 aprile 2008, data in cui ha caricato, per un progetto scolastico, il suo primo video: LOOKING THROUGH SPACE (guardando attraverso lo spazio). Nasce così il suo primo canale, JideJunior dove sono presenti solamente 9 video, 7 di questi inerenti a FIFA 08 e i 2 restanti a progetti scolastici.
Il primo video sul suo canale principale, KSI, viene caricato il 31 Gennaio del 2010 e da quel momento si dedicherà completamente a YouTube caricando video di gameplay di FIFA e Call Of Duty. Nell'agosto del 2011 vengono caricati i primi Vlog e solamente dal 2012 JJ decide di alternare con continuità video di gameplay a video comici o di Q&A (Questions and Answer - Domanda e Risposta) dove riprende se stesso, talvolta con i familiari o degli amici.
Il suo canale secondario (JJ Olatunji), dedicato inizialmente soltanto ai gameplay (e recentemente anche a reaction ed altro),viene aperto il 31 agosto 2011.
Olajide è stato al centro di una polemica dopo le sue azioni a un evento Eurogamer nel 2012, sollevato dopo essere apparso al party per il lancio dell'Xbox One a Londra. Con il ragionamento della controversia dovuta alle presunte molestie sessuali dei partecipanti all'evento, Microsoft ha tagliato i ponti con il commentatore del videogioco, ed è stato bandito per tutta la vita dall'Eurogamer Expo. Un messaggio del manager di KSI afferma che:
Nel febbraio 2013, KSI è apparso nel video "KSI VS FIFA // The Record Slam" realizzato da GWRomg nel quale ha battuto il precedente record del mondo per "il maggior numero di reti segnate contro il computer" di 110 reti, segnando 190 gol. Di conseguenza, il suo nome è apparso nel Guinness World Records Gamer's Edition (2013).
Nell'ottobre 2013, KSI ha firmato con la sub-rete di Maker Studios, Polaris. Il 19 ottobre, lui e altri cinque YouTubers formarono un gruppo chiamato Ultimate Sidemen (in seguito accorciato Sidemen), che inizialmente consisteva di se stesso, Ethan Payne (Behzinga), Simon Minter (miniminter), Josh Bradley (Zerkaa), Tobi Brown (TBJZL) e Vikram Barn (Vikkstar123). Il gruppo ha aggiunto un settimo membro, Harry Lewis (W2S), nel 2014. Dopo aver sconfitto il co-fondatore di Virgin Gaming, Zach Zeldin, in una partita su FIFA KSI ha visitato Las Vegas, dove ha discusso del lancio di un canale YouTube a pagamento.
All'inizio del 2017, KSI ha interrotto il caricamento dei video su YouTube; in seguito ne ha caricato uno a luglio, dichiarando di non essere soddisfatto della direzione che aveva sul canale. Il 4 agosto 2017, KSI ha twittato che avrebbe lasciato il gruppo Sidemen, facendo un dissing verso i suoi compagni, anche se ancora oggi il gruppo pubblica contenuti con JJ presente in essi.

#### Riconoscimenti YouTube
- YouTube Play Button
  - 2011,  100.000 iscritti
  - 2012,  1.000.000 iscritti
  - 2015,  10.000.000 iscritti

### Musica

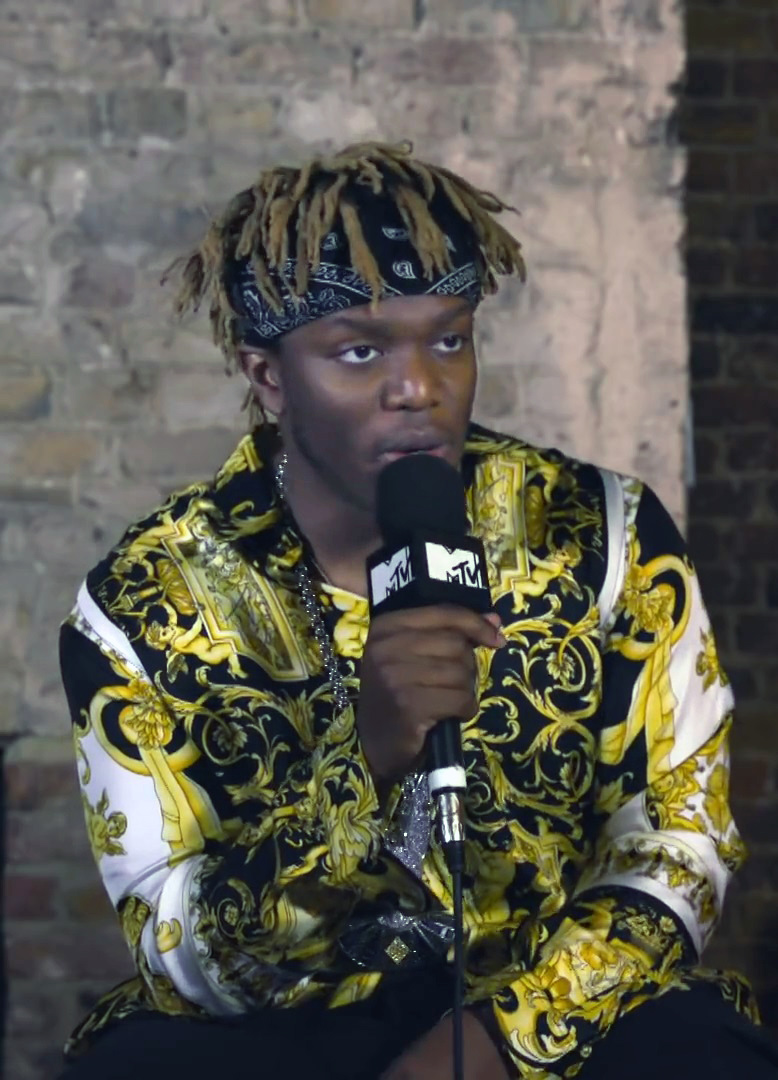
KSI in un'intervista

Nel 2011, KSI ha cominciato una carriera nel mondo della musica, principalmente come rapper. Cominciando con il collega YouTuber Randolph, ha pubblicato "Heskey Time", una canzone rap sull'ex calciatore inglese Emile Heskey che è stata resa disponibile su iTunes poco prima di Natale del 2011. Il video mostra Heskey che sbaglia varie chance da gol su FIFA; nonostante il video fosse riferito solo alla versione di Heskey nel gioco, ha generato nel corso degli anni un alto livello di scherni al giocatore. Dopo il successo di "Heskey Time", ha iniziato a fare un segmento sul suo canale chiamato "Football Rap Battles", una serie di video che segue una vena simile a Epic Rap Battles of History. Lui e Randolph interpretano alcuni personaggi famosi del mondo del calcio. Anche se è iniziato con rap che vedeva protagonisti alcuni calciatori tra cui Mario Balotelli e manager come Sir Alex Ferguson, uno di questi coinvolge KSI come se stesso contro Robin van Persie, colpendo l'acrimonioso trasferimento di van Persie dall'Arsenal (squadra di cui Olatunji è tifoso) ai rivali del Manchester United. È anche apparso in video musicali con Droideka, dirigendo e apparendo nel suo video musicale per la sua canzone Get Hyper, mentre collaborava anche con il rapper britannico Sway per due brani.
KSI ha pubblicato il suo primo singolo come artista solista il 23 marzo 2015, intitolato "Lamborghini", insieme al rapper P Money. La canzone è stata pubblicata sotto l'etichetta discografica di Sway, Dcypha Productions. Il 29 ottobre 2015, KSI ha annunciato il suo EP di debutto intitolato Keep Up.
È stato pubblicato l'8 gennaio 2016 dalla Island Records.
La title track dell'EP, con Jme, è stata pubblicata il 13 novembre 2015 insieme a un video musicale pubblicato due giorni dopo. Il 29 luglio 2016, KSI ha pubblicato "Friends with Benefits" con il gruppo musicale olandese MNDM. La canzone è stata pubblicata come singolo del suo secondo EP Jump Around, uscito il 28 ottobre.
KSI ha autoprodotto il suo terzo EP, Space, il 30 giugno 2017, prima di pubblicare un quarto intitolato Disstracktions tre mesi dopo. Quest'ultimo è diventato il suo secondo EP in cima alla classifica degli album R&B del Regno Unito.
Nel 2024 ha pubblicato, con Trippie Redd, la canzone Thick of It, diventata famosa in autunno ed anche molto memata.

## Altri media
Il 16 marzo 2015, KSI ha annunciato tramite il suo canale YouTube che stava pubblicando un libro intitolato "KSI: I Am A Bellend" nel Regno Unito e "KSI: I Am A Tool" negli Stati Uniti. Viene descritto dai suoi editori come "un vero e proprio assalto all'universo online", in quanto il libro include la sua storia e le sue controversie su YouTube. Il libro è stato pubblicato il 24 settembre 2015 nel Regno Unito e cinque giorni dopo negli Stati Uniti. KSI ha fatto un tour per sostenere il libro il 24 settembre 2015, terminando il 4 ottobre 2015.
Nel giugno 2015, è stato annunciato che KSI, insieme allo YouTuber Caspar Lee, avrebbe recitato in un film intitolato Laid in America. La pellicola, uscita il 26 settembre 2016, include altri YouTuber tra cui Timothy DeLaGhetto e Josh Leyva.

## Reddito e patrimonio
Il Daily Mirror ha speculato il reddito netto di KSI, riportando nel 2014 che il suo reddito annuale era di $1,12 milioni e che il suo patrimonio netto era di $11 milioni alla fine del 2017, salendo a circa $20 milioni entro il 2019. Il tabloid ha anche riferito che KSI è stato contrattato per guadagnare un importo minimo di $900.000 dal suo secondo incontro contro Logan Paul nel 2019.
Nel 2015, i guadagni di KSI sono stati stimati da Forbes in oltre $4,5 milioni, classificandolo come il quinto YouTuber più pagato al mondo.
Nel 2018, la rivista Esquire ha riferito che, secondo Social Blade, KSI può guadagnare fino a £250.000 di entrate pubblicitarie da un video e che le sponsorizzazioni del prodotto sui suoi social media costano circa £75.000. Heavy riferì nello stesso anno che KSI era il direttore di tre società britanniche con un patrimonio netto di 1,7 milioni di sterline (2,2 milioni di dollari).
Business Insider ha riferito che l'incontro di boxe amatoriale di KSI contro Logan Paul nel 2018 ha generato circa £8,5 milioni ($11 milioni) dalle sole entrate in pay-per-view e ulteriori entrate dal vivo di oltre £2,7 milioni ($3,5 milioni) dalla vendita dei biglietti. Alcune stime calcolavano i potenziali guadagni dalla lotta a £30 milioni a £40 milioni ciascuno, ma KSI ha respinto queste affermazioni, affermando che i suoi guadagni erano "un importo elevato", ma "in nessun modo vicino a £40 milioni o 20 milioni di sterline".
In un'intervista con Men's Health, KSI ha confermato di possedere anche oltre dieci proprietà "in tutta l'Inghilterra" con un valore complessivo di oltre £10 milioni.
Nel 2020, il Sunday Times ha stimato che i guadagni di KSI fossero di 12 milioni di sterline all'anno e un anno dopo, credevano che i suoi guadagni stimati fossero aumentati di altri 13 milioni di sterline.

## Vita personale
Il fratello minore di KSI, Deji Olatunji, è anch'egli un YouTuber noto come ComedyShortsGamer. JJ e Deji sono stati entrambi classificati rispettivamente come numero uno e due de "i creatori di YouTube più influenti del Regno Unito" da Tubular Labs nel 2015. JJ è un sostenitore dell'Arsenal ed è anche apparso in diversi show tra cui BT Sport, dove ha giocato a FIFA con l'Inghilterra e poi il centrocampista dell'Arsenal Alex Oxlade-Chamberlain. Si è anche rivelato agnostico.

## Boxe professionale

### KSI contro Joe Weller
Le presunte ostilità tra KSI e lo Youtuber britannico, Joe Weller, sono iniziate verso la fine del 2017. A seguito di disaccordi pubblici su Twitter e diss-tracks tra la coppia, hanno annunciato che avrebbero ospitato un incontro di boxe amatoriale il 3 febbraio 2018 alla Copper Box Arena, Londra, per risolvere la faida. Durante l'annuncio, la coppia si è confrontata, con KSI che ha deriso le lotte di Weller con la depressione e il suo uso di antidepressivi per i quali in seguito si è scusato.
La lotta è stata vinta da KSI a 1 minuto e 37 secondi dall'inizio del terzo round per KO tecnico. KSI ha espresso il suo rispetto per Weller dopo la lotta per essere "molto più duro, molto più duro di quanto pensassi" e lo ha elogiato per il suo impegno nella sensibilizzazione alla salute mentale. Su YouTube, la lotta ha attirato 1,6 milioni di spettatori dal vivo, 21 milioni di visualizzazioni in un giorno, e oltre 25 milioni nei giorni successivi.

### KSI contro Logan Paul
Il 3 settembre 2019 è stata annunciata una rivincita tra i due. Il combattimento ha avuto luogo il 9 novembre 2019 presso lo Staples Center, Los Angeles, ed è stato promosso da Eddie Hearn. A differenza del primo combattimento, la rivincita era un combattimento professionale e i due combattenti non indossavano alcun copricapo. L'incontro presentava pugili professionisti, tra cui Devin Haney e Billy Joe Saunders. KSI è stato addestrato sotto up-and-coming da un pugile professionista, Viddal Riley e Jeff Mayweather, zio di Floyd Mayweather Jr.
Al suo annuncio come un incontro professionale, l'evento ha attirato critiche da un certo numero di figure nel pugilato, così come giornalisti e fan del pugilato, alcuni dei quali hanno etichettato la lotta come un "insulto" al pugilato. L'accusa principale era che la coppia stava usando l'evento come "presa di denaro" e ha messo in dubbio la "legittimità" della partita come un incontro professionale, e molti hanno messo in dubbio la scelta di mettere attacchi di titolo mondiale professionisti sotto due YouTuber. Altri all'interno di questo sport, tuttavia, sono stati più ricettivi alla lotta e hanno abbracciato l'evento. Il direttore esecutivo della California State Athletic Commission (l'organo sanzionatorio della lotta), Andy Foster, ha difeso l'accusa che gli YouTuber non erano adatti a combattere professionalmente. Alcuni pugili professionisti Anthony Joshua, Deontay Wilder, Tyson Fury, Dillian Whyte e Andy Ruiz Jr. hanno espresso sostegno per l'evento e il fatto che si svolgesse come un incontro professionale, evidenziando il vantaggio che potrebbe portare al pugilato in termini di espandere il pubblico dello sport.
Dopo sei turni di tre minuti, KSI è stato il vincitore per decisione divisa, con due giudici che hanno segnato il combattimento 57–54 e 56–55 per KSI, e uno che lo ha valutato 56–55 a favore di Paul. Paul e KSI si strinsero la mano e condivisero un abbraccio dopo il combattimento, anche se Paul dichiarò la sua intenzione di contestare la commissione per la sua deduzione puntuale per i suoi pugni "illegali", affermando che non contestava l'accaduto ma pensava che meritasse solo un avvertimento. Quando gli è stato chiesto di una possibile rivincita, Paul ha espresso il suo sostegno all'idea, ma KSI ha respinto qualsiasi prospettiva di un terzo combattimento.

## Record professionale
| No. | Risultato  | Record  | Avversario          | Metodo | Round      | Data            | Posizione                                            |
| --- | ---------- | ------- | ------------------- | ------ | ---------- | --------------- | ---------------------------------------------------- |
| 6   | Sconfitta  | 4–1 (1) | Tommy Fury          | UD     | 6          | 14 ottobre 2023 | Manchester Arena, Manchester, Inghilterra            |
| 5   | No contest | 4–0 (1) | Joe Fournier        | NC     | 2 (6) 1:26 | 14 gennaio 2023 | Wembley Arena, Londra, Inghilterra                   |
| 4   | Vittoria   | 4–0     | FaZe Temperrr       | KO     | 1 (6) 2:19 | 14 gennaio 2023 | Wembley Arena, Londra, Inghilterra                   |
| 3   | Vittoria   | 3–0     | Luis Alcaraz Pineda | KO     | 3 (3) 0:50 | 27 agosto 2022  | The O2 Arena, Londra, Inghilterra                    |
| 2   | Vittoria   | 2–0     | Swarmz              | KO     | 2 (3) 0:28 | 27 agosto 2022  | The O2 Arena, Londra, Inghilterra                    |
| 1   | Vittoria   | 1–0     | Logan Paul          | SD     | 6          | 9 novembre 2019 | Staples Center, Los Angeles, California, Stati Uniti |

## Filmografia
- Laid in America, regia di Sam Milman e Peter Vass (2016)

## Discografia

### Album in studio
- 2019 − New Age (con Randolph)
- 2020 − Dissimulation
- 2021 − All Over the Place

### EP
- 2016 − Keep Up
- 2016 − Jump Around
- 2017 − Space
- 2017 − Disstracktions

### Singoli
- 2015 − Lamborghini (feat. P Money)
- 2015 − Keep Up (feat. Jme)
- 2016 − Goes Off (feat. Mista Silva)
- 2016 − Friends with Benefits (con MNDM)
- 2016 − Jump Around (feat. Waka Flocka Flame)
- 2017 − Creature
- 2017 − Little Boy
- 2017 − Adam's Apple
- 2017 − Two Birds One Stone
- 2021 – Don't Play (con Anne-Marie e Digital Farm Animals)
- 2021 − Patience (feat. Yungblud & Polo G)
- 2021 – Holiday
- 2021 – Number 2 (feat. Future & 21 Savage)
- 2022 – Not Over Yet (con Tom Grennan)
- 2024 − Thick of It (con Trippie Redd)
- 2025 − Catch Me If You Can

#### Come ospite
- 2013 − No Sleep (Sway) (Sway feat. KSI, Tigger Da Author and Tubes)
- 2014 − Christian Bale (Yogi feat. Casey Veggies, Knytro, Sway, KSI and Raptor)
- 2014 − MAC-10 Flow (Sway feat. KSI)
- 2021 – Swerve (Jay1 feat. KSI)

## Riconoscimenti
| Anno | Premio    | Categoria           | Nome candidato | Risultato       | Ref.   |
| ---- | --------- | ------------------- | -------------- | --------------- | ------ |
| 2016 | NME Award | Vlogger of the Year | KSI            | Vincitore/trice | [ 34 ] |